# Fieberiella oenderi
Fieberiella oenderi är en insektsart som beskrevs av Dlabola 1985. Fieberiella oenderi ingår i släktet Fieberiella och familjen dvärgstritar. Inga underarter finns listade i Catalogue of Life.